# Siloxerus
Siloxerus là một chi thực vật có hoa trong họ Cúc (Asteraceae).

## Loài
Chi Siloxerus gồm các loài: